# Epic Games
Az Epic Games (korábban Epic MegaGames) számítógépes játékok fejlesztésével foglalkozó cég. Székhelye az észak-karolinai Caryben van.

## Epic Games
Az Epic Games, Inc. egy amerikai videojáték- és szoftverfejlesztő és -kiadó, amelynek székhelye az észak-karolinai Cary-ban található. A vállalatot Tim Sweeney 1991-ben alapította Potomac Computer Systems néven, eredetileg szülei házában, a Maryland-i Potomac-ban. Első kereskedelmi videojáték-kiadását, a ZZT-t (1991) követően a társaság 1992 elején az Epic MegaGames, Inc. névre keresztelték, és Mark Rein-t, aki a vállalat eddigi alelnöke, magához vonta. 1999-ben Cary-be költöztették székhelyüket, és a stúdió nevét az Epic Games-re egyszerűsítették. Az Epic Games fejleszti az Unreal Engine-t, egy kereskedelemben kapható játékmotort, amely belső fejlesztésű videojátékaikat is működteti, mint például a Fortnite és az Unreal, a Gears of War és az Infinity Blade sorozat. 2014-ben az Unreal Engine-t a "legsikeresebb videojáték-motornak" nevezte a Guinness World Records.  Az Epic Games tulajdonosa a videojáték-fejlesztők, a Chair Entertainment és a Psyonix, valamint a felhőalapú szoftverfejlesztő Cloudgine, és névadó alstúdiókat üzemeltet az angliai Seattle-ben, Berlinben, Yokohama és Szöulban. Míg a Sweeney továbbra is a többségi részvényes, a Tencent 2012-ben 48,4% -os, a teljes Epic 40% -ának megfelelő részesedést szerzett a társaságban, egy olyan megállapodás részeként, amelynek célja az Epic játékokra, mint szolgáltatási modellre való elmozdulása. A népszerű Fortnite Battle Royale 2017-es megjelenését követően a vállalat további befektetésekre tett szert, amelyek lehetővé tették az Unreal Engine kínálatának bővítését, a Fortnite körüli esport események létrehozását és az Epic Games Store elindítását. 2020 augusztusától a társaság 17,3 milliárd dolláros részvényértékeléssel rendelkezik. 2020. augusztus 13-án az Epic kiadta a Fortnite verzióját, amely az összes platformon állandó kedvezményt tartalmazott a V-buckákra, de az iOS és Android készülékeken csak akkor vásároltak, ha közvetlenül az Epicen keresztül vásároltak, megkerülve az Apple és a Google kirakatát. Az Apple és a Google is azonnal eltávolította a játékot, mert megsértette a kirakatok szolgáltatási feltételeit azáltal, hogy belefoglalta saját üzlethelyiségét, ami miatt az Epic ugyanazon a napon pert indított mindkét társaság ellen, vádolva őket monopóliumellenes magatartással az alkalmazásboltjaik üzemeltetésében.

## Történet

### Potomac Computer Systems (1991-1992)
A Potomac Computer Systems-t Tim Sweeney alapította 1991-ben. Abban az időben Sweeney gépészmérnöki tanulmányokat folytatott és kollégiumban élt a Marylandi Egyetemen. Gyakran látogatta szüleit, akik a közeli Potomac-ban (Maryland) éltek, ahol munkahelyi és szabadidős számítógépe is helyet kapott. Erről a helyről Sweeney számítógépes tanácsadó vállalkozásként kezdte meg a Potomac Computer Systems-t, de később arra gondolt, hogy túl sok munka lesz az üzleti stabilitás fenntartása érdekében, és leselejtezte az ötletet. Miután befejezte ZZT-jét, Sweeney a Potomac Computer Systems név újrafelhasználása mellett döntött a játék nyilvánosságra hozatala érdekében 1991 januárjában.  Csak a ZZT váratlan sikerével, amelyet főként a játék egyszerű módosíthatósága okozott a Sweeney egyedi ZZT-oop programozási nyelvének felhasználásával,késztette Sweeney-t arra, hogy fontolóra vegye a Potomac Computer Systems videojáték-társasággá történő átalakítását.  A ZZT-t hirdetőtáblán keresztül értékesítették, miközben minden megrendelést Sweeney apja, Paul Sweeney teljesített.  A játék 2009 májusától több ezer példányban kelt el, és Paul Sweeney akkoriban még a Potomac Computer Systems egykori címén lakott, és teljesített minden megrendelést, amely végül levélben érkezett. A ZZT utolsó példányát Paul Sweeney 2013 novemberében küldte el.

### Epic MegaGames (1992-1999)
1992 elején Sweeney és új videojáték-társasága egy olyan vállalkozásban találta magát, ahol nagyobb stúdiók domináltak, mint például az Apogee Software és az id Software, és neki komolyabb nevet kellett találnia. Mint ilyen, Sweeney előállt az "Epic MegaGames" névvel, amely magában foglalta az "Epic" és a "Mega" neveket, hogy úgy hangozzon, mintha egy meglehetősen nagy vállalatot (például Apogee Software) képviselne, bár ő volt az egyetlen alkalmazottja.Sweeney hamarosan üzleti partner után nézett, és végül utolérte Mark Rein-t, aki korábban felhagyott az id Software-nél végzett munkájával, és az ontariói Torontóba költözött.Rein távolról dolgozott Torontóból, és elsősorban értékesítési, marketing és kiadói ügyleteket intézett; az üzleti fejlődés, amelyről Sweeney megállapította, hogy jelentősen hozzájárult a vállalat növekedéséhez. Ebben a szezonban a vállalatnak hamarosan 20 alkalmazottja volt programozókból, művészekből, tervezőkből és zeneszerzőkből . Köztük volt a 17 éves Cliff Bleszinski, aki akkor lépett be a cégbe, miután beküldte Sweeney-nek a Dare to Dream című játékát. A következő évben több mint 30 alkalmazottja volt.1996-ban az Epic MegaGames gyártotta a Fire Fight nevű shareware izometrikus lövöldözőt, amelyet a lengyel Chaos Works stúdió fejlesztett ki. Az Electronic Arts adta ki.1997-re az Epic MegaGames 50 embert dolgozott világszerte.1998-ban az Epic MegaGames kiadta a Digital Extremes-szel közösen fejlesztett Unreal 3D-s első személyű lövöldözős játékot, amely Unreal játékok sorozatává bővült. A vállalat az alaptechnológiát, az Unreal Engine-t licencelni kezdte más játékfejlesztőknek is.

### Epic Games (1999-napjainkig)
1999 februárjában az Epic MegaGames bejelentette, hogy székhelyüket új helyre költöztették az észak-karolinai Cary-be, és ezentúl egyszerűen Epic Games néven fogják ismerni őket.Rein kifejtette, hogy "Az Unreal-t először a világ minden táján szétszórt fejlesztők hozták létre, végül a csapat összeállt, hogy befejezze a játékot, és ekkor kezdődött az igazi varázslat. Az észak-karolinai költözés központosítja az Epic-et, és a vállalat minden tehetséges fejlesztőjét hozza egy fedél alatt. Ezenkívül Sweeney kijelentette, hogy a név" Mega "részét elvetették, mert már nem akartak nagy cégnek tenni, mint ahogy a név eredeti szándéka volt, amikor egy embercsapat. A nyomon követési játék, az Unreal Tournament ugyanabban az évben kritikus elismerést kapott, amikor a stúdiónak 13 alkalmazottja volt.A cég 2004-ben indította a Make Something Unreal versenyt, amelynek célja a videojáték-fejlesztők jutalmazása volt, akik az Unreal játékmotor segítségével modokat hoznak létre. A Tripwire Interactive 80 000 USD készpénzt és számítógépes hardver díjakat nyert a verseny során, az első, 2004-es versenyen. 

### Gears of War és konzolos játékok (2006-2012)
2006 körül a személyi számítógépes videojátékok piaca szerzői jogi kalózkodás útján küzdött, szoftveres kalózkodás formájában, és nehézzé vált egyjátékos játékok készítése, amelyek olyan elemek voltak, amelyek az Epic üzleti modelljéhez tartoztak eddig a pontig. A vállalat úgy döntött, hogy a hangsúlyt a konzolrendszerek fejlesztésére helyezi át, amelyet Sweeney a vállalat harmadik nagyobb iterációjának, az "Epic 3.0" kezdetének nevezett. 2006-ban az Epic kiadta az Xbox 360 lövöldözős Gears of War játékot, amely kereskedelmi sikert aratott a vállalat számára, és 12 millió dolláros költségvetésből mintegy 100 millió dollárt keresett. Egy évvel később a vállalat kiadta az Unreal Tournament 3 programot PC-re, és megszerezte a People Can Fly többségi részét.2008-ban az Epic Games kiadta a Gears of War 2-t , több mint hárommillió példányban kelt el a megjelenés első hónapjában. Az Epic Games 2010. szeptember 1-jén jelent meg az Epic Citadel technikai bemutatóként, amely bemutatja az Apple iOS-en, az Adobe Flash Player Stage3D-en és HTML5 WebGL technológiákat használó Unreal Engine 3 rendszert. 2013. január 29-én kiadták Androidra is. Az Epic Games egy iOS-játékon, az Infinity Blade-en dolgozott , amelyet 2010. december 9-én adtak ki. A sorozat harmadik játéka, a Gears of War 3 2011-ben jelent meg. 2011-ben megszűnt az Epic leányvállalata, a Titan Studios.A 2011-es Spike Video Game Awards-on az Epic Games bejelentette új játékát, a Fortnite-ot.  2012 júniusában az Epic bejelentette, hogy új stúdiót nyit, az Epic Baltimore-ot, amely a 38 stúdió "Big Huge Games" tagjaiból áll. Az Epic Baltimore 2012 augusztusában átkerült az Impossible Studios névre.A stúdió azonban 2013 februárjában zárta be kapuit. Az Epic a People Can Fly mellett egy utolsó játékkal készült a Gears of War sorozatban, amely a 2013-ban megjelent Gears of War: Judgment játék előzménye volt. Ekkor az Epic fontolóra vette a negyedik főcím kifejlesztését Gears of War, de becslései szerint annak költségvetése legalább 100 millió USD lesz. Emellett felvetették a Gears of War csak egy többjátékos verziójának ötletét, amely a felhasználók visszajelzései alapján a térképek továbbfejlesztett verzióit tartalmazta, hasonlóan az Unreal Tournament koncepciójához, de a Microsoft elutasította ezt az ötletet. Az Epic felismerte a kiadók üzleti céljainak való megfelelés problémáit, és újból megkezdte a vállalat átalakítását.

### A játékok mint szolgaltatás és Tencent tulajdonjoga (2012-2018)
Az Epic Games azzal a szándékkal párosulva, hogy elmozduljon a kiadóktól való figyelem elől, megfigyelte, hogy a videojáték-ipar a játékok-mint-a-szolgáltatás (GaaS) modellre vált. Sweeney kijelentette: "Egyre inkább felismerték, hogy a régi modell már nem működik, és hogy az új modell egyre inkább hasonlít a továbbhaladókra." [21] Megpróbáltak minél több GaaS-tapasztalatot szerezni, megállapodást kötöttek a kínaiakkal. Tencent, akinek több játéka volt (többek között a Riot Games 'League of Legends), sikeresen működött játékként, mint szolgáltatás. Tencent 2012 júniusában 330 millió dollárért megszerezte az Epic mintegy 48,4% -át, majd kibocsátotta részvénytőkéjét, amely az összes Epic 40% -ának felel meg - beleértve a részvényeket és a munkavállalói részvényopciókat is. A Tencent Holdingsnak joga van igazgatókat jelölni az Epic Games igazgatóságába, és így a csoport társult tagjának számít. [2] Sweeney azonban kijelentette, hogy Tencent egyébként nagyon kevéssé ellenőrzi az Epic Games kreatív kimenetelét. [21] Sweeney a Tencent részleges felvásárlását az "Epic 4.0" kezdetének tekintette, amely a vállalat negyedik nagy iterációja, lehetővé téve a vállalat mozgékonyságát a játékpiacon. [21] [37]
Körülbelül ekkor az Epicnek körülbelül 200 alkalmazottja volt. [21] Számos magas rangú munkatárs távozott a cégtől hónapokkal a Tencent-ügylet bejelentése után, különböző okokból. Néhány figyelemre méltó indulás: [38]
Cliff Bleszinski, akkori formatervezési igazgató bejelentette, hogy 2012 októberében távozik az Epic Games-től, 20 év után a társaságnál. Hivatalos oka "Ideje volt egy nagyon szükséges szünetnek". [39] Bleszinski később kijelentette, hogy Tencent részvételének előkészületei előtt "elkapta" magát a játékipar. Tencent befektetése után Bleszinski megpróbálta újratárgyalni a szerződését, de nem sikerült megegyeznie, ezért inkább a nyugdíjra gondolt. Úgy döntött, hogy abbahagyja a munkát, eltölti az idejét a tengerparti házában, végül arra késztette Sweeney-t, hogy jöjjön le, és szívvel beszéljen Bleszinskivel az Epic új irányáról, és arra kérte, hogy határozzon határozottan az eposzról. elkötelezettségét az Epic iránt. Bleszinski úgy döntött, hogy másnap megírja lemondó levelét. [40] Körülbelül két év után Bleszinski 2014-ben kezdte meg a Boss Key Productions-t.
Mike Capps elnök 2013 decemberében jelentette be visszavonulását, és ennek okaként említette egy kisfiú érkezését, akit feleségével kapott, és azt tervezte, hogy otthon marad. [41] Ezt követően 2013 márciusában bejelentette tanácsadói szerepének távozását, valamint a vállalathoz való csatlakozását.Rod Fergusson, aki a Gears of War sorozat vezető fejlesztője volt, 2012 augusztusában távozott az Epicből. Fergusson kijelentette, hogy látta az irányt, amely szerint a Tencent felvásárlása elvitte volna a vállalatot, és nem érdekli a szabadon játékstílus, de ehelyett folytatni akarta az "AAA, nagy elbeszélés, nagy történet, nagy hatású játék" kifejlesztését. [43] Fergusson röviden csatlakozott a 2K Games tulajdonában lévő Irrational Games-hez, hogy segítsen a BioShock Infinite megvalósításában. Míg ott volt, Fergusson a 2K-val arról beszélt, hogy folytathatja a Gears of War sorozat folytatását, ami tárgyalásokhoz vezetett a 2K Games, az Epic és a Microsoft között. [21] Ennek eredményeként a Microsoft 2014. január 27-én megszerezte a Gears of War jogait, végül azokat a Microsoft Game Studioshoz rendelte; Fergusson a Microsoft Game Studios tulajdonában lévő Black Tusk Studioshoz költözött, hogy átvegye az új Gears cím vezető fejlesztését, és a stúdiót The Coalition névre keresztelték át. Az akvizíció óta az első játék, a Gears of War 4 2016 októberében jelent meg. [44] [45]
Adrian Chmielarz, a People Can Fly alapítója, aki akkor csatlakozott az Epichez, amikor a stúdióját 2012-ben korábban megvásárolták, Tencent felvásárlása után úgy döntött, hogy távozik, kijelentve, hogy ő és a People Can Fly más korábbi tagjai nem hisznek az ingyenes játékban mint szolgáltatási irány illeszkedik saját személyes elképzelésükhöz vagy irányukhoz, amelyre el akarnak menni. Chmielarz és mások 2012 végén hagyták el az Epic-et, hogy megalapítsák az űrhajósokat. [40]
Lee Perry, az Unreal és a Gears of War sorozat vezető tervezője, aki úgy érezte, hogy az Epic túlságosan nagyra nőtt ahhoz, hogy megőrizze különc játékfejlesztő szerepét. Perry úgy érezte, hogy a stúdiónak nagyobb menedzsmentre van szüksége a játékok mint szolgáltatási modell támogatásához, és kreatív szabadságuk korlátozottá válik. Ő és öt másik idősebb ember elhagyta az Epic-t, hogy új stúdiót alakítson ki, a Bitmonstert. [40]
Az Epic folytatta azon célját, hogy szolgáltatásokat nyújtson a szolgáltatásoknak, ezeket a távozásokat követően. A Fortnite-nak az élő játékok próbapadjaként kellett szolgálnia, de a személyzet váltásai mellett az Unreal Engine 3-ról 4-re váltó motorja miatt kiadása némi visszaesést szenvedett. Az Epic további projekteket indított; az először 2014-ben meghirdetett ingyenesen játszható és közösség által kifejlesztett Unreal Tournament [46] [47], valamint a 2016-ban a Microsoft Windows és a PlayStation 4 számára indított, ingyenesen játszható, többjátékos online harci aréna-játék, a Paragon. [48 ] Az Epic 2015-ben kiadta a Shadow Complex újrakészített változatát az újabb konzolokhoz és számítógépekhez, [49] [50] és az első virtuális valóságba való bejutást az Oculus Rift Robo Recall kiadásával. [51] [52]
A Tencent befektetési infúziója lehetővé tette az Epic Games számára, hogy 2015 márciusában újrakezdje az Unreal Engine 4 motort, hogy minden felhasználó számára szabadon fejlődhessen, az Epic pedig 5% -os jogdíjat számolt be a motorral kifejlesztett játékokkal. [53]
2015 júniusában az Epic megállapodott abban, hogy engedélyezi az Epic Games Poland távozását a cégtől, és eladta részvényeit a stúdióban; a stúdió visszatért korábbi nevükhöz, az Emberek repülhetnek. A Bulletstorm IP-t a People Can Fly megtartotta, aki azóta 2017. április 7-én piacra dobta a Bulletstorm: Full Clip Edition nevű újrakészített verziót, amelyet a Gearbox Software adott ki.

### Fortnite siker (2018-napjainkig)
2017 júliusára a Fortnite végre nyilvános játék állapotában volt. Az Epic fizetős korai hozzáférés útján dobta piacra a címet, és teljes ingyenes, 2018-ban várható kiadás várható. [56] A PlayerUnknown's Battlegrounds, a korábban 2017-ben kiadott harci játék népszerűségét követően az Epic kifejlesztette a Fortnite Fortnite Battle Royale nevű változatát, amelyet 2017 szeptemberében szabadon játszható címként adtak ki számítógépes, konzolos és mobil platformokon. . A Fortnite Battle Royale gyorsan közönséget szerzett, 2018 májusáig több mint 125 millió játékost gyűjtött össze azzal a becsléssel, hogy mikrotranzakciókkal, beleértve a csatabérlet-rendszert is, 2018 júliusáig több mint egymilliárd dollárt keresett. Az Epic Games, amelyet a Tencent felvásárlásakor körülbelül 825 millió dollárra becsültek, 2018 júliusában a Fortnite Battle Royale miatt 4,5 milliárd dollárra becsülték, és várhatóan 2018 végéig meghaladja a 8,5 milliárd dollárt. a játék növekedése. [57] A játékosok száma tovább bővült, amikor az Epic új teret ért el azzal, hogy meggyőzte a Sony-t, hogy változtassa meg álláspontját a platformokon átívelő játékban, lehetővé téve, hogy bármely eszközön lévő játékosok versenyezhessenek egymással a Fortnite Battle Royale-ban. [58] A Fortnite csaknem 250 millió játékost vonzott 2019 márciusáig. [59] A Fortnite kereskedelmi sikere lehetővé tette az Epic számára, hogy számos változtatást hajtson végre más termékkínálatán. 2018 júliusában 30% -ról 12% -ra csökkentette az Unreal Engine Marketplace-en értékesített eszközök bevételének csökkentését. [60] Az Epic elindította az Epic Games Store digitális üzlethelyiségét, hogy versenyezzen az olyan szolgáltatásokkal, mint a Steam és a GOG.com, nemcsak 12% -os bevételcsökkentést vállalt az ipari 30% -os normához képest, hanem megszüntette az Unreal motort használó játékok 5% -os csökkentését is a kirakaton keresztül értékesítik. [61] A vállalat azonban a fejlesztési erőfeszítéseit is átirányította, hogy minél több támogatást nyújtson az Unreal és a Fortnite számára a Paragon [62] és az Unreal Tournament támogatásának megszüntetésével. A Fortnite pénzügyi sikere további beruházásokat hozott az Epic Games-be. Az Epic Games egyike volt a tizenegy társaságnak, akiket kiválasztottak a Disney Accelerator programba 2017-ben, biztosítva az Epic tőkebefektetést és hozzáférést a Disney vezetőihez, valamint potenciális lehetőséget a Disney-vel való együttműködésre a jövőben. A Disney az Epicet és az AXiomaticot is potenciális vezetőnek választotta a növekvő esport-arénában.Az Epic's váratlanul felhasználta termékeit. 2019 januárjában az Epic és a Unity Technologies közötti vitát követően a Unity játékmotor elfogadható használatának megváltoztatásáról az Epic bejelentette, hogy az Improbable-vel együttműködve 25 millió dolláros alapot indít, hogy segítse a fejlesztőket, akiket szerintük érintenek a változások amelyek nyitottabbak és kevesebb szolgáltatási kompatibilitással bírnának. [65] Az Epic 2019 februárjában 100 millió dolláros nyereményalapot indított a Fortnite-szal kapcsolatos esport tevékenységekért, amelyet 2019-től tervez folytatni. [66] Esport kezdeményezéseinek bővítése érdekében az Epic Games 2019 májusában felbérelte Nate Nanzert a Blizzard Entertainment-től és az Overwatch League biztosát. [67] A 2019-es játékfejlesztői konferencián az Epic bejelentette, hogy elindít egy 100 millió dolláros MegaGrants kezdeményezést, amely lehetővé teszi bárki számára, hogy akár 500 000 USD támogatásra pályázhasson a játékfejlesztés támogatására az Unreal Engine segítségével vagy bármilyen projektre, még ha nem is közvetlenül játékkal kapcsolatos , ez az Unreal Engine javát szolgálná. [68] Az egyik első finanszírozott szervezet ennek keretében a Blender Alapítvány volt 2019 júliusában, 1,2 millió dollárt kapott a MegaGrants finanszírozásából, hogy segítsen nekik fejleszteni és professzionalizálni a 3D-s művészet létrehozására szolgáló Blender-eszközeiket. [69] Az Epic Games 2019 júniusában megkapta a Brit Filmművészeti és Televíziós Művészeti Akadémia különdíját az Unreal Engine [70] korábbi és folyamatos fejlesztéséért, amely a Hollywood Szakmai Szövetség mérnöki kiválósági díját is elnyerte. [71] Az Epic 2020 márciusában jelentette be, hogy új, több platformos kiadói márkát, az Epic Games Publishing-t alapítja. Emellett a kiadó három megállapodást jelentett be a Remedy Entertainment, a Playdead és a GenDesign fejlesztőkkel, amelyekben az Epic teljes mértékben finanszírozni fogja egy vagy több játék fejlesztését és közzétételét (beleértve az alkalmazottak fizetését, a minőségbiztosítást, a lokalizációt és a marketinget) minden stúdióból, de elhagyta a stúdió teljes kreatív ellenőrzése és IP-jogai, valamint a nyereség megosztása az Epic befektetéseinek 50/50-es megtérülését követően a stúdióval. 
Az Unreal Engine 5-et 2020 május közepén jelentették be, a tervek szerint 2021 végén jelent meg. E bejelentés mellett az Epic kiadta az Epic Online Services szolgáltatást, az ingyenes párkapcsolati SDK eszköztárat és más hasonló platformokon átívelő játéktámogatási szolgáltatásokat, amelyek a Fortnite-on alapulnak. Az Epic ezenkívül visszamenőlegesen lemondott a játékok minden Unreal licencdíjáról, az első egymillió USD bevételig, függetlenül azok közzétételének módjától, 2020. január 1-jétől visszamenőleges hatállyal. [74]
A Bloomberg beszámolt arról, hogy az Epic 2020 júniusában 17 milliárd dolláros értékhez közeledett, miután befejezte az új 750 millió dolláros befektetési kört korábbi befektetői és újonnan érkezett T. Rowe Price Group Inc. és Baillie Gifford részéről. [75] A társaság Christopher Nolan és a Warner Bros. társasággal közösen szerezte meg az Inception, a Batman Begins és a The Prestige terjesztési jogait a "Movie Nite" részeként a Fortnite "Party Royale" szigetén. A film élő közvetítései a felhasználó országán alapultak. [76]
Július és augusztus folyamán az Epic további 1,78 milliárd dolláros tőkebefektetést gyűjtött össze, aminek eredményeként a társaság a pénz utáni tőkeértékének értéke 17,3 milliárd dollár volt. [5] [77] Ez magában foglalta a Sony 250 millió dolláros befektetését, ami körülbelül 1,4% -os részesedést jelent a társaságban. Az üzlet folytatja a két vállalat technológiai együttműködését, miután együtt dolgoztak az Unreal Engine 5 fejlesztésén, de nem kötelezi el az Epic-et a Sony PlayStation platform kizárólagos kizárólagos jellegére. [78] [79] Sweeney elmondta, hogy a Sony az Unreal Engine 5 2020 májusi bemutatóját követően elkezdett beszélgetni az Epicszel a beruházásokról. [80] Sweeney továbbra is ellenőrző részvényes ezen kiegészítő befektetések mellett. [77]
Az Epic 2021 januárjában megvásárolta az észak-karolinai Cary-ben található Cary Towne Centert, amelyet 2020 után bezárni és lebontani terveztek, új székhelyüknek és campusuknak, az átalakításnak 2024-ig kell befejeződnie. [81]

## Termékek

### Videójátékok
Az Epic Games olyan játékokról ismert, mint a ZZT, amelyet Tim Sweeney alapító fejlesztett ki, különféle shareware címek, köztük a Jazz Jackrabbit és az Epic Pinball, az Unreal videojáték-sorozat, amelyet az Unreal Engine, a Gears of War sorozat bemutatójaként használnak a The Coalition és az Xbox Game Studios, az Infinity Blade, az Shadow Complex, a Bulletstorm és a Fortnite tulajdonában van.

### Unreal Engine (játékmotor)
Az Epic négy sikeres játékmotor tulajdonosa a videojáték-iparban. Minden Unreal Engine rendelkezik a grafikus megjelenítés, a hangfeldolgozás és a fizika teljes szolgáltatáskészletével, amely széles körben adaptálható egy olyan játékfejlesztő sajátos igényeihez, amely nem akarja saját motorját a semmiből kódolni. Az Epic által létrehozott négy motor: az Unreal Engine 1, az Unreal Engine 2 (beleértve a 2.5 és 2.X verziókat), az Unreal Engine 3 és az Unreal Engine 4. Az Epic bejelentette az Unreal Engine 5-öt is, amely 2021 közepén lesz elérhető. . Az Epic az Unreal piactérnek is nyújt támogatást, amely egy digitális üzlethelyiség az alkotók számára, hogy eladják az Unreal eszközeit más fejlesztőknek. Továbbá, 2019 óta az Epic támogatást nyújt azoknak a filmkészítőknek, akik az Unreal Engine segítségével virtuális díszleteket hoztak létre olyan produkciókhoz, mint a The Mandalorian, és az Unreal használatával támogatni fogják a nagy animációs játékfilm-produkciókat, kezdve Gilgamesh-től a Hook Up stúdiókkal. , DuermeVela és FilmSharks.

### Epic Games áruház
Az Epic 2018. december 4-én jelentette be saját Epic Games Store-ját, a játékok nyílt digitális boltját, amely néhány nappal később a The Game Awards 2018 bemutatóval indult. Eltérően a Valve Steam áruházától, amely a bevételek 30% -át (30/70 bevétel-megosztási megállapodás) veszi fel egy játék értékesítéséből, az Epic Game Store 12% -ot vesz igénybe, valamint lemond az Unrealban kifejlesztett játékok 5% -áról Engine, számítva arra, hogy ezek az alacsonyabb bevétel-megosztási megállapodások a fejlesztőket vonzzák rá. [105]
Epic Online Szolgáltatások  Az Epic Online Services egy ingyenes SDK, amely az Epic Fortnite kódjára épül, és amely lehetővé teszi a fejlesztők számára, hogy a platformokon átívelő játékfunkciókat beépítsék játékaikba, beleértve a párkeresést, a barátlistákat, a ranglistákat és az eredményeket, a Windows, a macOS, a PlayStation 4, az Xbox One támogatásával. Nintendo Switch, iOS és Android rendszerek. Először 2020 májusában jelent meg mindenki számára. [74]